# Warren Alpert Foundation Prize
Der Warren Alpert Foundation Prize ist eine Auszeichnung der Warren Alpert Foundation mit Sitz in Providence, Rhode Island, die seit 1987 vergeben wird.
Ausgezeichnet werden in Zusammenarbeit mit der Harvard Medical School in Boston, Massachusetts,

“… scientists, physicians and researchers whose scientific achievements have led to the prevention, cure or treatment of human diseases or disorders, and/or whose research constitutes a seminal scientific finding that holds great promise of ultimately changing our understanding of or ability to treat disease.”

„… Wissenschaftler, Ärzte und Forscher, deren wissenschaftliche Leistungen zur Verhütung, Behandlung oder Heilung von Krankheiten und Störungen des Menschen geführt haben, oder deren Forschung einen wesentlichen Fund darstellt, der zu großer Hoffnung Anlass gibt, unser Verständnis von Krankheiten oder unsere Fähigkeiten, diese zu behandeln, letztlich zu ändern.“

Das Preisgeld beträgt (Stand 2025) 500.000 US-Dollar.

## Preisträger
| Jahr      | Begründung Übersetzung | Preisträger                                                                                          |
| --------- | --- | --- |
| 1987      | For elaborating the genetics of Hepatitis B as the basis for its vaccine. Für die Erforschung der Genetik des Hepatitis-B-Virus als Grundlage für den Hepatitis-B-Impfstoff | Kenneth Murray                                                                                       |
| 1988      | For defining the genetic basis of muscular dystrophy. Für die Erforschung der genetischen Grundlage der Muskeldystrophie | Louis M. Kunkel                                                                                      |
| 1989      | For pioneering the use of DNA in the diagnosis of congenital anemias. Für die bahnbrechende Verwendung von DNA bei der Diagnose von angeborener Blutarmut. | Yuet Wai Kan                                                                                         |
| 1991      | For designing a powerful new approach to the treatment of high blood pressure and congestive heart failure. Für die Entwicklung eines leistungsfähigen neuen Ansatzes zur Behandlung von Bluthochdruck und kongestiver Herzinsuffizienz (ACE-Hemmer) | David Cushman, Miguel Ondetti                                                                        |
| 1992      | For discovering the enzymatic basis of Gaucher’s disease leading to its effective treatment. Für die Entdeckung der enzymatischen Grundlage des Morbus Gaucher, die zu seiner wirksamen Behandlung führte | Roscoe O. Brady                                                                                      |
| 1993      | For developing a complete description of thalassemia at the molecular level. Für die vollständigen Beschreibung der Thalassämie auf molekularer Ebene | Stuart H. Orkin                                                                                      |
| 1994      | For identifying Helicobacter pylori as the organism that causes gastric and duodenal ulcers. Für die Identifizierung von Helicobacter pylori als Ursache der Magen- und Zwölffingerdarmgeschwüre | Barry Marshall, John Robin Warren                                                                    |
| 1995      | For the development of the lung surfactant used for treating pulmonary hyaline membrane disease. Für die Entwicklung des Lungensurfactants zur Behandlung des pulmonalen Atemnotsyndroms des Neugeborenen | John Allen Clements                                                                                  |
| 1996      | For their discoveries of molecules that regulate the growth and differentiation of bone marrow cells in health and disease. Für ihre Entdeckungen von Molekülen, die das Wachstum und die Differenzierung von Knochenmarkzellen regulieren | Donald Metcalf, Leo Sachs                                                                            |
| 1997      | For their discovery of human immune deficiency virus (HIV). Für ihre Entdeckung des menschlichen Immunschwächevirus (HIV) | Robert Gallo, Luc Montagnier                                                                         |
| 1998      | For elucidating the pathway forming the leukotrienes and their role in bronchial asthma. Für die Aufklärung der Entstehung der Leukotriene und ihrer Rolle bei Asthma bronchiale | K. Frank Austen                                                                                      |
| 1999      | For their research in the development of statins which lower the level of cholesterol in the heart. Für die Entwicklung von Statinen, die den Cholesterinspiegel im Herzen senken | Michael Stuart Brown, Akira Endō, Joseph L. Goldstein                                                |
| 2000      | For their research that contributed to the development of a drug that effectively treats chronic myelogenous leukemia and other forms of cancer. Für ihre Forschung, die zur Entwicklung eines Medikaments (Imatinib) beigetragen hat, das die chronische myeloische Leukämie und andere Formen von Krebs wirksam behandelt | Brian Druker, Nicholas B. Lydon, Alex Matter, Owen N. Witte, David Baltimore                         |
| 2001      | For their pioneering work in cardiovascular research which has dramatically reduced the mortality rate for heart attacks. Für ihre bahnbrechende Arbeit in der Herz-Kreislauf-Forschung, die die Sterblichkeitsrate bei Herzinfarkten dramatisch gesenkt hat | Eugene Braunwald, Barry S. Coller                                                                    |
| 2002      | For his pioneering work in understanding the role of vitamin A supplementation in preventing blindness and life-threatening infections in children in the developing world. Für seine bahnbrechende Arbeit zum Verständnis der Rolle der Vitamin-A-Supplementierung bei der Verhütung von Blindheit und lebensbedrohlichen Infektionen bei Kindern in den Entwicklungsländern | Alfred Sommer                                                                                        |
| 2003      | For their pioneering work on the purification, characterization, and cloning of human interferon-alpha. Für ihre bahnbrechenden Arbeiten zur Reinigung, Charakterisierung und Klonierung von menschlichem Alpha-Interferon | David V. Goeddel, Sidney Pestka, Charles Weissmann                                                   |
| 2004      | For her seminal contributions to the understanding of how the antitumor agent Taxol kills cancer cells. Für ihre bahnbrechenden Beiträge zum Verständnis, wie das Antitumormittel Paclitaxel (Taxol) Krebszellen abtötet | Susan Band Horwitz                                                                                   |
| 2005      | For discovering angiogenesis and its relationship to disease, and for championing the concept of anti-angiogenic therapies. Für die Entdeckung der Angiogenese und ihrer Beziehung zu Krankheiten und für die Verfechtung des Konzepts der anti-angiogenen Therapien | Judah Folkman                                                                                        |
| 2006      | For their contribution to the development of the breast cancer therapy Herceptin, the first target-directed cancer treatment for solid tumors. Für ihren Beitrag zur Entwicklung der Brustkrebstherapie Trastuzumab (Herceptin), der ersten zielgerichteten Krebstherapie für solide Tumore | H. Michael Shepard, Dennis J. Slamon, Axel Ullrich, Robert Allan Weinberg                            |
| 2007      | For work leading to the development of a vaccine against human papillomavirus. Für Arbeiten, die zur Entwicklung eines Impfstoffs gegen humane Papillomviren führten | Lutz Gissmann, Harald zur Hausen                                                                     |
| 2008 2009 | For the discovery, characterization and implementation of laser panretinal photo-coagulation, which is used to treat proliferative diabetic retinopathy. Für die Entdeckung, Charakterisierung und Implementierung der panretinalen Laserkoagulation, die zur Behandlung der proliferativen diabetischen Retinopathie eingesetzt wird | Lloyd M. Aiello                                                                                      |
| 2010      | For the expansion and differentiation of human keratinocyte stem cells for permanent skin restoration in victims of extensive burns. Für die Expansion und Differenzierung menschlicher Keratinozyten-Stammzellen zur dauerhaften Wiederherstellung der Haut bei Opfern ausgedehnter Verbrennungen | Howard Green                                                                                         |
| 2011      | In recognition of their extraordinary contributions to medicine and innovations in bioengineering. In Anerkennung ihrer außerordentlichen Beiträge zur Medizin und Innovationen im Bioengineering | Alain Carpentier, Robert Langer                                                                      |
| 2012      | For the discovery, preclinical and clinical development of bortezomib to FDA approval and front line therapy for the treatment of patients with multiple myeloma. Für die Entdeckung, präklinische und klinische Entwicklung von Bortezomib bis zur Zulassung durch die Food and Drug Administration und für die Behandlung von Patienten mit Multiplem Myelom | Julian Adams, Kenneth Anderson, Fred Goldberg, Paul G. Richardson                                    |
| 2013      | For their seminal contributions to concepts and methods of creating a genetic map in the human, and of positional cloning, leading to the identification of thousands of human disease genes and ushering in the era of human genetics. Für ihre bahnbrechenden Beiträge zu Konzepten und Methoden der Erstellung einer Genkarte des Menschen und der positionellen Klonierung, die zur Identifizierung Tausender menschlicher Krankheitsgene führten und die Ära der Humangenetik einläuteten | David Botstein, Ronald W. Davis, David S. Hogness                                                    |
| 2014      | For seminal contributions to our understanding of neurotransmission and neurodegeneration. Für wegweisende Beiträge zu unserem Verständnis von Neurotransmittern und Neurodegeneration | Oleh Hornykiewicz, Roger A. Nicoll, Solomon H. Snyder                                                |
| 2015      | For their pioneering discoveries in chemistry and parasitology, and personal commitments to translate these into effective chemotherapeutic and vaccine-based approaches to control malaria - their collective work will impact millions of lives globally particularly in the developing countries. Für ihre bahnbrechenden Entdeckungen in Chemie und Parasitologie und ihr persönliches Engagement, diese in wirksame chemotherapeutische und impfstoffbasierte Ansätze zur Bekämpfung der Malaria umzusetzen - ihre gemeinsame Arbeit wird sich weltweit auf Millionen von Menschen auswirken, insbesondere in den Entwicklungsländern                                         | Ruth Sonntag Nussenzweig, Victor Nussenzweig, Tu Youyou                                              |
| 2016      | For remarkable contributions to the understanding of the CRISPR bacterial defense system and the revolutionary discovery that it can be adapted for genome editing. Für bemerkenswerte Beiträge zum Verständnis des bakteriellen Abwehrsystems CRISPR und die revolutionäre Entdeckung, dass es für das Genome Editing angepasst werden kann (CRISPR/Cas-Methode) | Rodolphe Barrangou, Emmanuelle Charpentier, Jennifer A. Doudna, Philippe Horvath, Virginijus Šikšnys |
| 2017      | For transformative discoveries in the field of cancer immunology. Für transformative Entdeckungen auf dem Gebiet der Krebsimmunologie | James P. Allison, Lieping Chen, Gordon J. Freeman, Tasuku Honjo, Arlene Sharpe                       |
| 2018      | For identifying faulty gene behind devastating disease, development of precision-targeted therapies. Für die Identifizierung von Gendefekten bei verheerenden Krankheiten und die Entwicklung zielgerichteter Therapien | Francis Collins, Paul Negulescu, Bonnie Ramsey, Tsui Lap Chee, Michael Welsh                         |
| 2019      | For seminal discoveries in optogenetics. Für bahnbrechende Entdeckungen in der Optogenetik | Edward Boyden, Karl Deisseroth, Peter Hegemann, Gero Miesenböck                                      |
| 2020      | For seminal discoveries about the function of key intestinal hormones, their effects on metabolism and the subsequent design of treatments for type 2 diabetes, obesity and short bowel syndrome. Für bahnbrechende Entdeckungen über die Funktion der wichtigsten Darmhormone, ihre Auswirkungen auf den Stoffwechsel und die anschließende Gestaltung der Behandlungen von Typ-2-Diabetes, Fettleibigkeit und Kurzdarmsyndrom | Daniel J. Drucker, Joel Habener, Jens Juul Holst                                                     |
| 2021      | For the discovery of fundamental pathways and mechanisms that ensure accurate RNA splicing and quality control of gene expression involving RNA. Mutations in these pathways account for many human diseases. Für die Entdeckung grundlegender Stoffwechselwege und Mechanismen, die ein korrektes RNA-Splicing und eine Qualitätskontrolle der Genexpression mittels RNA sicherstellen. Mutationen in diesen Stoffwechselwegen sind für zahlreiche Erkrankungen des Menschen verantwortlich. | Joan Steitz, Lynne Maquat                                                                            |
| 2022      | For transformational discoveries into the biology of mRNA, for its modification for medicinal use, and for the design of mRNA-based COVID-19 vaccines. Für umwälzende Entdeckungen zur Biologie der mRNA, für ihre Modifikation zu medizinischen Zwecken und für das Design m-RNA-basierter COVID-19-Impfstoffe. | Katalin Karikó, Drew Weissman, Eric Huang, Uğur Şahin, Özlem Türeci                                  |
| 2023      | For his visionary work in the conception, design, and implementation of computational tools, databases, and infrastructure that transformed the way biological information is analyzed and accessed freely and rapidly around the world. Für seine visionäre Arbeit in der Konzeption, dem Design und der Implementierung von Computertools, Datenbanken und Infrastruktur, die die Art und Weise verändert haben, wie biologische Informationen weltweit analysiert werden und frei und schnell zugänglich sind. | David J. Lipman                                                                                      |
| 2024      | For pioneering applications of chimeric antigen receptors to engineer T cells for adoptive immunotherapy of cancer and autoimmunity. Für wegweisende Anwendungen von chimären Antigenrezeptoren zur Modifikation von T-Zellen für die adoptive Immuntherapie von Krebs und Autoimmunerkrankungen. | Renier Brentjens, Zelig Eshhar, Carl June, Michel Sadelain                                           |
| 2025      | For their critical contributions understanding the structure and function of the HIV capsid and to the discovery and development of lenacapavir, the first approved drug to disrupt a viral capsid and whose potency and twice yearly dosing regimen has the potential to significantly accelerate the end of the HIV epidemic. Für ihre entscheidenden Beiträge zum Verständnis der Struktur und Funktion der HIV-Kapside und zur Entdeckung und Entwicklung von Lenacapavir, dem ersten zugelassenen Medikament zur Zerstörung des viralen Kapsids, dessen Wirksamkeit und zweimal jährliche Dosierung das Potenzial haben, das Ende der HIV-Epidemie deutlich zu beschleunigen. | Tomas Cihlar, John Link, Wesley Sundquist                                                            |